# 안대성
안대성(1993년 10월 21일 ~ )은 조선민주주의인민공화국 축구 선수로, 2020년 현재 조선민주주의인민공화국 축구 리그의 4.25체육단에서 활동하고 있다.